# Рю, Пьер де ла
Пьер де ла Рю (фр. Pierre de la Rue, лат. Petrus Platensis, ок. 1452, Турне — 20 ноября 1517, Кортрейк) — французский композитор, обычно считается представителем третьей нидерландской школы полифонистов.
В 1469—1492 годах — певчий в различных крупных церквах Европы: в Брюсселе, Генте, Кёльне, Хертогенбосе. В 1492—1516 годах — певчий, затем композитор при бургундском дворе Габсбургов (главным образом на службе у Филиппа, сына Максимилиана I, позже при его вдове Хуане Безумной, затем в Нидерландах при малолетнем Карле V), в составе придворного сопровождения дважды (в 1501—1503 и в 1506) ездил в Испанию, где с большой вероятностью познакомился с Александром Агриколой и Хуаном де Анчиетой. Благодаря связям композитора с богатым габсбургским двором рукописи Пьера де ла Рю были выполнены роскошно и хорошо сохранились до наших дней.
Основная часть творческого наследия Пьера де ла Рю — церковная музыка: мессы (сохранилось более 30, наиболее известны 6-голосная «Ave sanctissima Maria», в которой широко применяется техника канона, и 5-голосный реквием), магнификаты (цикл из 8 магнификатов по 8 церковным тонам, возможно, первый такой цикл в истории музыки), мотеты. Среди мотетов (23) выделяется 6 пьес на текст «Salve Regina». Знаменитый мотет «Absalon fili mi» («Авессалом, сын мой»), ранее атрибуированный как сочинение Жоскена, ныне считается принадлежащим Пьеру де ла Рю. Ему приписывается также цикл ламентаций (Lamentationes Hieremiae), опубликованный в 1549 году.
Автор более 20 светских многоголосных пьес (в том числе шансон и рондо́). Ещё большее количество светских пьес (в том числе на поэтические тексты Маргариты Австрийской), возможно также принадлежащих Пьеру де ла Рю, традиция сохранила анонимно.